# Kondratowo (Kraj Permski)
Kondratowo (ros. Кондратово) – wieś (dieriewnia) w Rosji, w Kraju Permskim, w rejonie permskim, na przedmieściach Permu. W 2021 liczyła 14 631 mieszkańców.